# Neobisium birsteini
Neobisium birsteini är en spindeldjursart som först beskrevs av Lapschoff 1940.  Neobisium birsteini ingår i släktet Neobisium och familjen helplåtklokrypare. Inga underarter finns listade i Catalogue of Life.